# كلود أنيلكا
كلود أنيلكا (بالفرنسية: Claude Anelka)‏ هو لاعب كرة قدم ومدرب كرة قدم فرنسي، ولد في 12 مارس 1968 في لو تشيسناي في فرنسا.